# Савин, Владимир Иванович
Владимир Иванович Савин (род. 3 августа 1948, Рига) — российский политик, член Совета Федерации от Тверской области (2008—2011).

## Биография
Образование высшее, в 1971 году окончил Рижский политехнический институт по специальности «Технология машиностроения, металлорежущие станки», в 1982 году — Московский институт управления им. С. Орджоникидзе по специальности «Организация промышленного производства и строительства». Кандидат экономических наук.
С 2002 года — генеральный директор ОАО «Тверской вагоностроительный завод». В марте 2004 года избран депутатом Законодательного собрания Тверской области III созыва на довыборах. С 2005 года — депутат Законодательного собрания IV созыва, заместитель председателя на непостоянной профессиональной основе. В январе 2008 года сменил Виктора Абрамова в качестве представителя администрации Тверской области в Совете Федерации. 
Член «Единой России», заместитель секретаря политсовета Тверского регионального отделения партии. Награждён знаком «Почетному железнодорожнику», нагрудным знаком губернатора Тверской области «За заслуги в развитии Тверской области». Удостоен звания «Почётный машиностроитель».